# Passiflora quercetorum
Passiflora quercetorum är en passionsblomsväxtart som beskrevs av Ellsworth Paine Killip. Passiflora quercetorum ingår i släktet passionsblommor, och familjen passionsblomsväxter. Inga underarter finns listade i Catalogue of Life.